# Ctenichneumon aterrimus
Ctenichneumon aterrimus là một loài tò vò trong họ Ichneumonidae.